# Josef Hellmesberger (hijo)
Josef «Pepi»" Hellmesberger (hijo) (9 de abril de 1855 - 26 de abril de 1907) fue un compositor, director y violinista austriaco.
Perteneció a una familia tradicionalmente unida al mundo de la música. Su padre era el también director y violinista Joseph Hellmesberger (1828-1893), quien comenzó como profesor. También fueron músicos su abuelo, su tío, y su hermano, Georg Hellmesberger (padre) (1800-1873), Georg Hellmesberger (hijo) (1830-1852), y Ferdinand Hellmesberger (1863-1940).
En 1875 se convirtió en miembro del cuarteto de su padre, el Hellmesberger Quartet, llegando a ser el líder en 1887. En 1878 accedió a la Capilla Estatal de Viena como violinista, y se convirtió en profesor del Conservatorio de Viena. En 1890 fue el primer maestro de capilla de la Ópera Estatal de Viena, y desde 1901 hasta 1903 fue el director de la Orquesta Filarmónica de Viena.
En 1904 y 1905 fue maestro de capilla del Teatro nacional de Stuttgart.
Entre sus composiciones se encuentran 22 operetas, 6 ballets, música de baile y música de cámara.